# 1965 en astronautique
Chronologie de l'astronautique
- 1961
- 1962
- 1963
- 1964
- 1965
- 1966
- 1967
- 1968
- 1969

Cette page présente un récapitulatif des événements qui se sont produits pendant l'année 1965 dans le domaine de l'astronautique.

## Programmes spatiaux nationaux

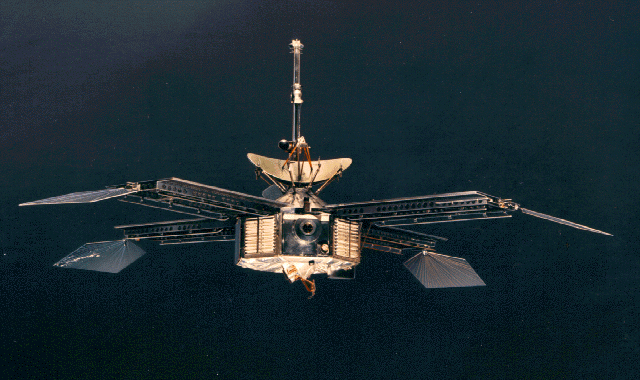
Maquette de la sonde spatiale Mariner 4 qui effectue le premier survol réussi de Mars le 15 juillet
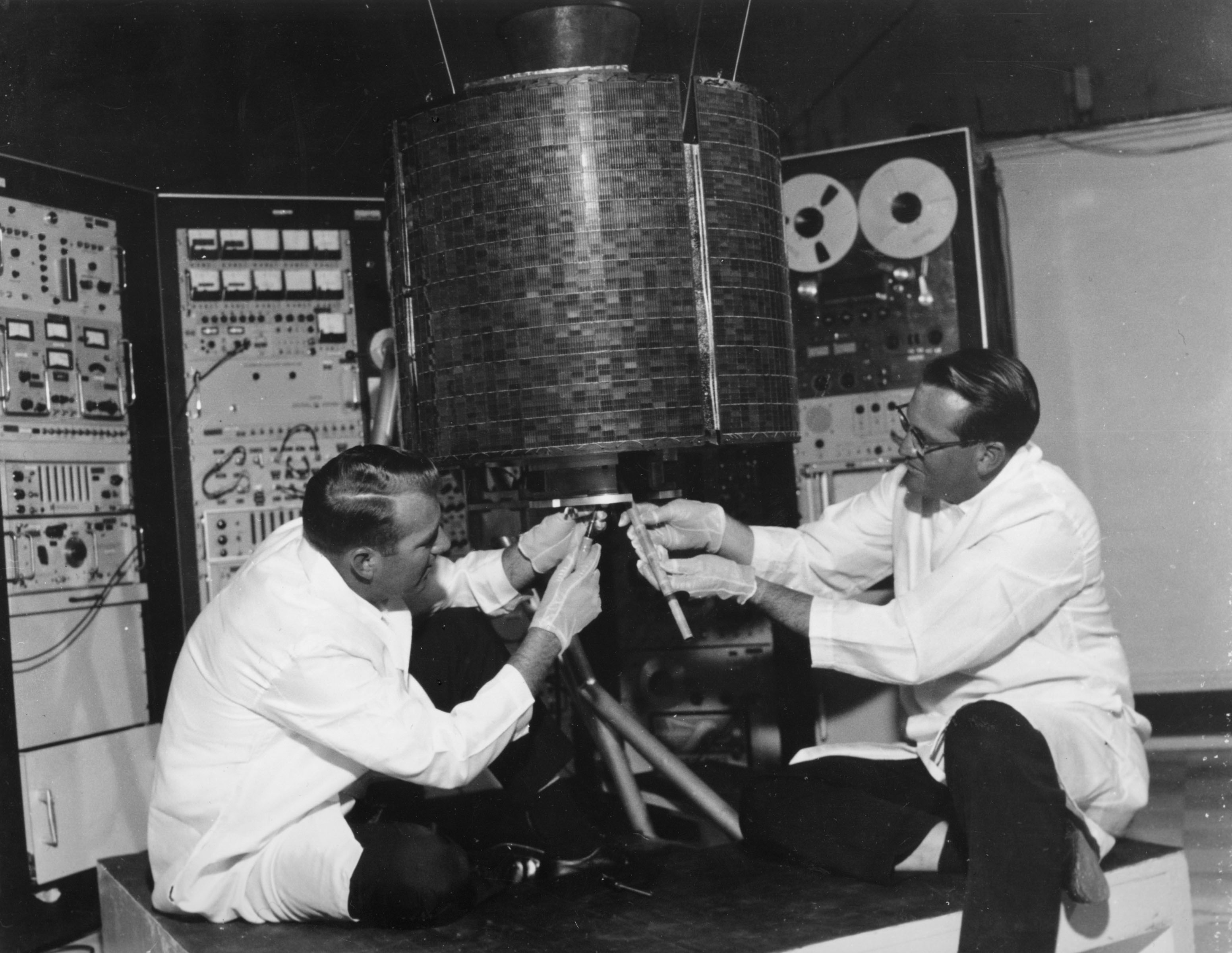
Intelsat I premier satellite de télécommunications commercial
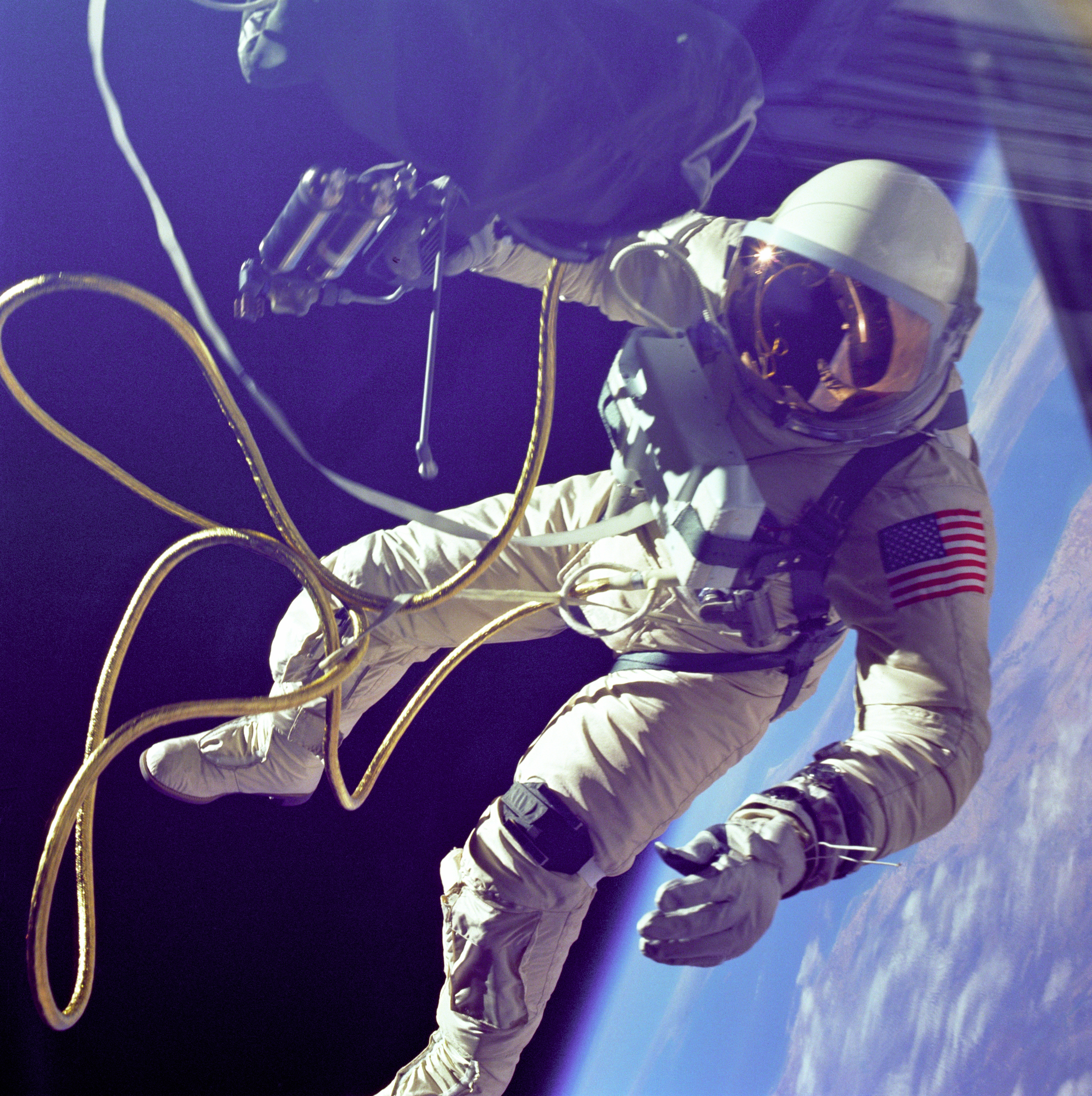
Edward White est le premier astronaute américain à effectuer une  sortie extravéhiculaire dans l'espace dans le cadre de la mission Gemini 4

## Activité spatiale détaillée

### Janvier
| Date       | Lanceur              | Base de lancement | Type                  | Charge utile         | Notes                                                          |
| 11 janvier | Vostok-2             | Baïkonour         | Orbite basse          | Zenit-2 26 Cosmos 52 | Satellite de reconnaissance.                                   |
| 15 janvier | Thor SLV-2A -Agena D | Vandenberg        | Orbite basse          | KH-4A                | Satellite de reconnaissance optique.                           |
| 19 janvier | Thor LV-2D MG-18     | Vandenberg        | Orbite polaire        | DMSP-3B F1           | Satellite météorologique militaire. Premier vol de ce lanceur. |
| 19 janvier | Titan-II GLV         | Cape Canaveral    | vol suborbital        | Gemini 2             | Test du bouclier thermique du vaisseau Gemini                  |
| 21 janvier | Atlas D              | Vandenberg        | Orbite basse          | OV1-1                | Analyse du rayonnement. Échec séparation du satellite.         |
| 22 janvier | Delta-B              | Cape Canaveral    | Orbite héliosynchrone | Tiros 9              | Satellite météorologique                                       |
| 23 janvier | Atlas SLV-3 -Agena D | Vandenberg        | Orbite basse          | KH-7                 | Satellite de reconnaissance optique.                           |
| 30 janvier | Cosmos-2I            | Kapoustine Iar    | Orbite basse          | DS-A1 Cosmos 53      | Satellite technologique. Étude du rayonnement                  |

### Février
| Date       | Lanceur              | Base de lancement | Type         | Charge utile                                               | Notes                                                             |
| 3 février  | Delta-B              | Cape Canaveral    | Orbite basse | OSO-2                                                      | Observatoire solaire                                              |
| 11 février | TitanIIIA            | Cape Canaveral    | Orbite basse | LES-1                                                      | Satellite technologique. Orbite plus basse que prévu              |
| 16 février | Saturn I             | Cape Canaveral    | Orbite basse | Pegasus 1, maquette du vaisseau Apollo                     | Étude des micrométéorites, technologie                            |
| 17 février | Atlas LV3-A Agena B  | Cape Canaveral    | Orbite haute | Ranger 8                                                   | Touche comme prévu la Lune                                        |
| 20 février | Cosmos-2I            | Kapoustine Iar    | Orbite basse | DS-A1                                                      | Satellite technologique. Étude du rayonnement. Échec du lancement |
| 21 février | Cosmos-1             | Baïkonour         | Orbite basse | Strela-1/Cosmos 54, Strela-1/Cosmos 55, Strela-1/Cosmos 56 | Satellite de télécommunications                                   |
| 22 février | Voskhod              | Baïkonour         | Orbite basse | Voskhod 3KD Cosmos 57                                      | Test                                                              |
| 25 février | Thor SLV-2A -Agena D | Vandenberg        | Orbite basse | KH-4A                                                      | Satellite de reconnaissance optique.                              |
| 26 février | Vostok-2M            | Baïkonour         | Orbite basse | Meteor 2 Cosmos 58                                         | Satellite météorologique                                          |

### Mars
| Date    | Lanceur              | Base de lancement | Type                                | Charge utile                                               | Notes |
| 2 mars  | Atlas-LV3C Centaur C | Cape Canaveral    | Orbite de transfert géostationnaire | Maquette de la sonde spatiale lunaire Surveyor             | Échec du lancement                                                                                           |
| 7 mars  | Voskhod              | Baïkonour         | Orbite basse                        | Zenit-4 Cosmos 59                                          | Satellite de reconnaissance.                                                                                 |
| 9 mars  | Thor SLV2A-Agena D   | Vandenberg        | Orbite basse                        | Poppy 4, SOLRAD 7B, GGSE-2, GGSE-3, SECOR-3, etc.          | Satellite écoute électronique (Poppy) , Géodésie (SECOR)                                                     |
| 11 mars | Thor-Ablestar        | Vandenberg        | Orbite basse                        | Transit O-3/NNS , SECOR-2                                  | Satellite de navigation (Transit).                                                                           |
| 12 mars | Molnia L             | Baïkonour         | Orbite haute                        | Luna E-6 Cosmos 60                                         | Sonde spatiale lunaire (atterrisseur). Bloquée en orbite basse.                                              |
| 12 mars | Atlas-Agena D        | Vandenberg        | Orbite basse                        | KH-7                                                       | Satellite de reconnaissance optique                                                                          |
| 15 mars | Cosmos-1             | Baïkonour         | Orbite basse                        | Strela-1/Cosmos 61, Strela-1/Cosmos 62, Strela-1/Cosmos 63 | Satellite de télécommunications                                                                              |
| 18 mars | Thor MG-18           | Vandenberg        | Orbite polaire                      | DMSP-3B F2                                                 | Satellite météorologique militaire                                                                           |
| 18 mars | Voskhod              | Baïkonour         | Orbite basse                        | Voskhod 2                                                  | Deuxième vol du vaisseau Voskhod. Première sortie extravéhiculaire dans l'espace réalisée par Alexei Leonov. |
| 21 mars | Atlas LV3-A Agena B  | Cape Canaveral    | Orbite haute                        | Ranger 9                                                   | Touche comme prévu la Lune. Dernier vol de cette version du lanceur                                          |
| 23 mars | Titan-II GLV         | Cape Canaveral    | Orbite basse                        | Gemini 3                                                   | Premier vol avec équipage du programme Gemini                                                                |
| 25 mars | Vostok-2             | Baïkonour         | Orbite basse                        | Zenit-2 17                                                 | Satellite de reconnaissance.                                                                                 |
| 25 mars | Thor-Agena D         | Vandenberg        | Orbite basse                        | KH-4A                                                      | Satellite de reconnaissance optique. Échec du lancement                                                      |

### Avril
| Date     | Lanceur             | Base de lancement           | Type                | Charge utile            | Notes                                                                                        |
| 3 avril  | Thor SLV3-Agena D   | Vandenberg                  | Orbite basse        | SNAPSHOT, SECOR-4       | prototype de réacteur nucléaire (SNAPSHOT) , Géodésie (SECOR)                                |
| 6 avril  | Delta-D             | Cape Canaveral              | Orbite géosynchrone | Intelsat I (Early Bird) | Premier satellite de télécommunications commercial. Dernier vol de cette version du lanceur. |
| 10 avril | Molnia              | Baïkonour                   | Orbite haute        | Luna E-6                | Sonde spatiale lunaire. Échec du lanceur.                                                    |
| 17 avril | Voskhod             | Baïkonour                   | Orbite basse        | Zenit-4 Cosmos 65       | Satellite de reconnaissance.                                                                 |
| 23 avril | Molnia              | Baïkonour                   | Orbite haute        | Molnia-1                | Satellite de télécommunications                                                              |
| 28 avril | Atlas-Agena D       | Vandenberg (Point Arguello) | Orbite basse        | KH-7                    | Satellite de reconnaissance optique.                                                         |
| 29 avril | Thor SLV-2A-Agena D | Vandenberg                  | Orbite basse        | KH-4A                   | Satellite de reconnaissance optique.                                                         |

-

### Mai
| Date   | Lanceur              | Base de lancement | Type           | Charge utile                           | Notes                                                                        |
| 6 mai  | TitanIIIA            | Cape Canaveral    | Orbite basse   | LES-2 LCS-1                            | Satellite technologique. Calibrage radar (LCS)                               |
| 7 mai  | Vostok-2             | Baïkonour         | Orbite basse   | Zenit-2 27 Cosmos 66                   | Satellite de reconnaissance. Échec récupération satellite.                   |
| 9 mai  | Molnia               | Baïkonour         | Orbite haute   | Luna 5                                 | Sonde spatiale lunaire. Défaillance de la sonde spatiale.                    |
| 18 mai | Thor SLV-2A -Agena D | Vandenberg        | Orbite basse   | KH-4A                                  | Satellite de reconnaissance optique.                                         |
| 20 mai | Thor Burner          | Vandenberg        | Orbite polaire | DMSP-3B F3                             | Satellite météorologique militaire. Premier vol de cette version du lanceur. |
| 25 mai | Saturn I             | Cape Canaveral    | Orbite basse   | Pegasus 2, maquette du vaisseau Apollo | Étude des micrométéorites, technologie                                       |
| 25 mai | Voskhod              | Baïkonour         | Orbite basse   | Zenit-4 Cosmos 67                      | Satellite de reconnaissance.                                                 |
| 27 mai | Atlas-Agena D        | Vandenberg        | Orbite basse   | KH-7                                   | Satellite de reconnaissance optique.                                         |
| 28 mai | Atlas D              | Vandenberg        | Orbite basse   | OV1-3, Véhicule rentrée atmosphérique  | Analyse du rayonnement (OV1-3), technologie.                                 |
| 29 mai | Delta-C              | Cape Canaveral    | Orbite haute   | Explorer 28                            | Étude de la magnétosphère.                                                   |

### Juin
| Date         | Lanceur             | Base de lancement | Type           | Charge utile         | Notes                              |
| 3 juin 1965  | Titan II GLV        | Cape Canaveral    | Orbite basse   | Gemini 4             | Programme spatial habité           |
| 8 juin 1965  | Molnya              | Baïkonour         | Orbite lunaire | Luna 6               | Atterrisseur lunaire               |
| 9 juin 1965  | Blue Scout          | Cape Canaveral    |                |                      |                                    |
| 9 juin 1965  | Thor SLV-2A Agena D | Vandenberg        | Orbite basse   | Corona KH-4A-20      | Satellite de renseignement optique |
| 15 juin 1965 | Vostok 8A92         | Baïkonour         | Orbite basse   | Zenit-2 No. 29       | Satellite de reconnaissance        |
| 18 juin 1965 | Titan IIIC          | Cape Canaveral    | Orbite basse   |                      | Test étage Transtage               |
| 24 juin 1965 | Thor Ablestar       | Vandenberg        | Orbite basse   | Transit-O            | Satellite de navigation            |
| 25 juin 1965 | Voskhod 11A57       | Baïkonour         | Orbite basse   | Zenit-4 No. 4        | Satellite de reconnaissance        |
| 25 juin 1965 | Atlas SLV-3 Agena D | Vandenberg        | Orbite basse   | P-11 2eme génération | Satellite d'écoute électronique    |

### Juillet
| Date            | Lanceur             | Base de lancement | Type                  | Charge utile    | Notes                                                       |
| 2 juillet 1965  | Delta C             | Cape Canaveral    | Orbite polaire        | TIROS-10        | Satellite météorologique                                    |
| 2 juillet 1965  | Cosmos              | Kapoustine Iar    | Orbite polaire        | DS-A1 No. 7     | Magnétosphère, radiations                                   |
| 12 juillet 1965 | Atlas SLV-3 Agena D | Vandenberg        | Orbite héliosynchrone | KH-7            | Satellite de reconnaissance optique Échec                   |
| 13 juillet 1965 | Vostok 8A92         | Baïkonour         | Orbite basse          | Zenit-2 No. 28  | Satellite de reconnaissance Échec                           |
| 16 juillet 1965 | Cosmos-1            | Baïkonour         | Orbite basse          | Strela-1 x 5    | Satellites de télécommunications                            |
| 16 juillet 1965 | Proton (fusée)      | Baïkonour         | Orbite basse          | Proton-1        | Étude des particules énergétiques ; Vol inaugural de Proton |
| 17 juillet 1965 | Thor SLV-2A Agena D | Vandenberg        | Orbite basse          | Heavy Ferret C  | Satellite d'écoute électronique                             |
| 18 juillet 1965 | Molnya              | Baïkonour         | Orbite héliocentrique | Zond 3          | Survol de la Lune                                           |
| 19 juillet 1965 | Thor SLV-2A Agena D | Vandenberg        | Orbite basse          | Corona KH-4A-22 | Satellite de renseignement optique                          |
| 20 juillet 1965 | Atlas Agena D       | Cape Canaveral    | Orbite haute          | Vela x 2        | Satellites d'alerte avancée                                 |
| 23 juillet 1965 | Cosmos              | Kapoustine Iar    | Orbite basse          | DS-P1-Yu No. 3  | Calibration radar                                           |
| 30 juillet 1965 | Saturn I            | Cape Canaveral    | Orbite basse          | Pegasus 3       | Étude micrométéorites et rayonnement en orbite basse        |

### Aout
| Date         | Lanceur             | Base de lancement | Type                  | Charge utile                        | Notes                                                            |
| 3 août 1965  | Voskhod 11A57       | Baïkonour         | Orbite basse          | Zenit-4 No. 13                      | Satellite de reconnaissance                                      |
| 3 août 1965  | Atlas SLV-3 Agena D | Vandenberg        | Orbite héliosynchrone | KH-7                                | Satellite de reconnaissance optique                              |
| 10 août 1965 | Scout B             | Wallops Island    |                       |                                     |                                                                  |
| 11 août 1965 | Atlas Centaur D     | Cape Canaveral    | Orbite basse          | Simulateur dynamique sonde Surveyor | Test comportement au lancement d'un modèle de satellite Surveyor |
| 13 août 1965 | Thor Ablestar       | Vandenberg        |                       |                                     |                                                                  |
| 14 août 1965 | Vostok 8A92         | Baïkonour         | Orbite basse          | Zenit-2 No. 30                      | Satellite de reconnaissance                                      |
| 17 août 1965 | Thor SLV-2A Agena D | Vandenberg        | Orbite basse          | Corona KH-4A-23                     | Satellite de renseignement optique                               |
| 21 août 1965 | Titan II GLV        | Cape Canaveral    | Orbite basse          | Gemini 5                            | Programme spatial habité                                         |
| 25 août 1965 | Voskhod 11A57       | Baïkonour         | Orbite basse          | Zenit-4 No. 7                       | Satellite de reconnaissance                                      |
| 25 août 1965 | Delta C             | Cape Canaveral    | Orbite basse          | OSO C                               | Observatoire solaire Échec                                       |

### Septembre
| Date              | Lanceur             | Base de lancement | Type                  | Charge utile    | Notes                                  |
| 2 septembre 1965  | Thor SLV-2 Agena D  | Vandenberg        | Orbite basse          | MRPV 13         | Satellite scientifique de l'USAF Échec |
| 3 septembre 1965  | Cosmos-1            | Baïkonour         | Orbite basse          | Strela-1 x 5    | Satellites de télécommunications       |
| 9 septembre 1965  | Voskhod 11A57       | Baïkonour         | Orbite basse          | Zenit-4 No. 8   | Satellite de reconnaissance            |
| 10 septembre 1965 | Thor Burner 1       | Vandenberg        | Orbite héliosynchrone | DMSP 13         | Satellite météorologique militaire     |
| 18 septembre 1965 | Cosmos-1            | Baïkonour         | Orbite basse          | Strela-1 x 5    | Satellites de télécommunications       |
| 22 septembre 1965 | Thor SLV-2A Agena D | Vandenberg        | Orbite basse          | Corona KH-4A-24 | Satellite de renseignement optique     |
| 23 septembre 1965 | Voskhod 11A57       | Baïkonour         | Orbite basse          | Zenit-4 No. 9   | Satellite de reconnaissance            |
| 30 septembre 1965 | Atlas SLV-3 Agena D | Vandenberg        | Orbite héliosynchrone | KH-7            | Satellite de reconnaissance optique    |

### Octobre
| Date            | Lanceur             | Base de lancement | Type                 | Charge utile         | Notes                                                                    |
| 4 octobre 1965  | Molnya M            | Baïkonour         | Orbite lunaire       | Luna 7               | Atterrisseur lunaire                                                     |
| 5 octobre 1965  | Atlas D             | Vandenberg        | Orbite basse         | OV1-2                | Satellite scientifique                                                   |
| 5 octobre 1965  | Thor SLV-2A Agena D | Vandenberg        | Orbite basse         | Corona KH-4AX-28     | Satellite de renseignement optique                                       |
| 14 octobre 1965 | Thor SLV-2A Agena D | Vandenberg        | Orbite polaire basse | OGO 2                | Étude de la magnétosphère terrestre                                      |
| 14 octobre 1965 | Molnya              | Baïkonour         | Orbite de Molniya    | Molniya-1            | Satellite de télécommunications                                          |
| 15 octobre 1965 | Titan IIIC          | Cape Canaveral    |                      |                      |                                                                          |
| 16 octobre 1965 | Voskhod 11A57       | Baïkonour         | Orbite basse         | Zenit-4 No. 16       | Satellite de reconnaissance                                              |
| 19 octobre 1965 | Cosmos-2            | Kapoustine Iar    | Orbite basse         | DS-U2-V No. 1        | Astronomie, magnétosphère                                                |
| 25 octobre 1965 | Atlas SLV-3 Agena D | Cape Canaveral    | Orbite basse         | Véhicule cible Agena | Véhicule cible utilisé pour la manœuvre de rendez-vous de Gemini 8 Échec |
| 28 octobre 1965 | Voskhod 11A57       | Baïkonour         | Orbite basse         | Zenit-4 No. 15       | Satellite de reconnaissance                                              |
| 28 octobre 1965 | Thor SLV-2A Agena D | Vandenberg        | Orbite basse         | Corona KH-4A-25      | Satellite de renseignement optique                                       |

### Novembre
| Date             | Lanceur             | Base de lancement | Type                  | Charge utile   | Notes                               |
| 2 novembre 1965  | Proton (fusée)      | Baïkonour         | Orbite basse          | Proton-2       | Étude des particules énergétiques   |
| 4 novembre 1965  | Cosmos-2            | Kapoustine Iar    | Orbite basse          | DS-U2-V No. 2  | Astronomie, magnétosphère           |
| 6 novembre 1965  | Delta E             | Cape Canaveral    | Orbite basse          | GEOS 1         | Géodésie                            |
| 8 novembre 1965  | Atlas SLV-3 Agena D | Vandenberg        | Orbite héliosynchrone | KH-7           | Satellite de reconnaissance optique |
| 12 novembre 1965 | Molnya              | Baïkonour         | Orbite héliocentrique | Venera 2       | Survol de Vénus                     |
| 16 novembre 1965 | Molnya              | Baïkonour         | Orbite héliocentrique | Venera 3       | Sondage atmosphérique de Vénus      |
| 19 novembre 1965 | Scout X-4           | Wallops Island    | Orbite basse          | Solrad 8       | Mesure de l'irradiance solaire      |
| 23 novembre 1965 | Molnya              | Baïkonour         | Orbite héliocentrique | Cosmos 96      | Survol de Vénus Échec               |
| 26 novembre 1965 | Cosmos-2            | Kapoustine Iar    | Orbite basse          | DS-U2-M No. 1  | Astronomie, magnétosphère           |
| 26 novembre 1965 | Diamant A           | HMG               | Orbite basse          | Asterix        | Premier satellite francais          |
| 27 novembre 1965 | Vostok 8A92         | Baïkonour         | Orbite basse          | Zenit-2 No. 31 | Satellite de reconnaissance         |
| 29 novembre 1965 | Thor SLV-2 Agena B  | Vandenberg        | Orbite basse          | Alouette 2     | Étude de l'ionosphère               |

### Décembre
| Date             | Lanceur             | Base de lancement | Type                  | Charge utile        | Notes                                                |
| 3 décembre 1965  | Molnya              | Baïkonour         | Orbite lunaire        | Luna 8              | Atterrisseur lunaire                                 |
| 4 décembre 1965  | Titan II GLV        | Cape Canaveral    | Orbite basse          | Gemini 7            | Programme spatial habité                             |
| 6 décembre 1965  | Scout X-4           | Vandenberg        | Orbite basse          | FR-1                | Étude propagation des ondes à très basse fréquence   |
| 9 décembre 1965  | Thor SLV-2A Agena D | Vandenberg        | Orbite basse          | Corona KH-4AX-27    | Satellite de renseignement optique                   |
| 10 décembre 1965 | Vostok 8A92         | Baïkonour         | Orbite basse          | Zenit-2 No. 32      | Satellite de reconnaissance                          |
| 15 décembre 1965 | Titan II GLV        | Cape Canaveral    | Orbite basse          | Gemini 6-A          | Programme spatial habité                             |
| 16 décembre 1965 | Tsiklon             | Baïkonour         | Orbite basse          | OGCh                | Test bombe atomique orbitale                         |
| 16 décembre 1965 | Delta E             | Cape Canaveral    | Orbite héliocentrique | Pioneer 6           | Étude du vent solaire et de l'espace interplanétaire |
| 17 décembre 1965 | Vostok 8A92M        | Baïkonour         | Orbite héliosynchrone | Meteor 11F614 No. 3 | Satellite météorologique                             |
| 21 décembre 1965 | Cosmos              | Kapoustine Iar    | Orbite basse          | DS-P1-Yu No. 4      | Calibration radar                                    |
| 21 décembre 1965 | Titan IIIC          | Cape Canaveral    | Orbite basse          | LES 4               | Satellite de télécommunications expérimental         |
| 22 décembre 1965 | Scout A             | Vandenberg        | Orbite basse          | Transit-O           | Satellite de navigation                              |
| 24 décembre 1965 | Thor SLV-2A Agena D | Vandenberg        | Orbite basse          | Corona KH-4A-26     | Satellite de renseignement optique                   |
| 27 décembre 1965 | Soyouz 11A510       | Baïkonour         | Orbite basse          | US-A                | Satellite de reconnaissance radar (version de test)  |
| 28 décembre 1965 | Cosmos              | Kapoustine Iar    | Orbite polaire        | DS-K-40 No. 1       | Astronomie, Micro-météoroïdes Échec                  |
| 28 décembre 1965 | Cosmos-1            | Baïkonour         | Orbite basse          | Strela-2            | Satellite de télécommunications                      |

## Synthèse des vols orbitaux

### Par pays
| Pays             | Lancements | Succès | Échecs | Échecs partiels | Remarques                                              |
| ---------------- | ---------- | ------ | ------ | --------------- | ------------------------------------------------------ |
| France           | 1          | 0      | 0      | 1               | Mise en orbite réussie mais communications impossibles |
| Union soviétique | 53         | 46     | 7      | 0               |                                                        |
| États-Unis       | 70         | 61     | 8      | 13              |                                                        |

### Par lanceur
| Lanceur                   | Pays             | Lancements | Succès | Échecs | Échecs partiels | Remarques                                          |
| ------------------------- | ---------------- | ---------- | ------ | ------ | --------------- | -------------------------------------------------- |
| Atlas D                   | États-Unis       | 3          | 1      | 2      |                 |                                                    |
| Atlas LV-3A Agena B et D  | États-Unis       | 3          | 3      |        |                 | Dernier vol de la version Agena B                  |
| Atlas-SLV-3 Agena D       | États-Unis       | 11         | 9      | 2      |                 |                                                    |
| Atlas-LV3C Centaur C et D | États-Unis       | 2          | 1      | 1      |                 | Premier vol du modèle D. Dernier vol du modèle C   |
| Cosmos 1 et 2             | Union soviétique | 13         | 10     | 3      |                 |                                                    |
| Delta C, D et E           | États-Unis       | 8          | 7      | 1      |                 | Dernier vol du modèle D et premier vol du modèle E |
| Diamant A                 | France           | 1          | 1      |        |                 | Lancement du premier satellite français            |
| Molnia, K et M            | Union soviétique | 13         | 9      | 3      |                 | premier vol du modèle M                            |
| Scout A, B et X-4         | États-Unis       | 5          | 5      |        |                 | Dernier vol du modèle X-3                          |
| Soyouz                    | Union soviétique | 1          | 1      |        |                 | premier vol                                        |
| Thor DSV-2A Ablestar      | États-Unis       | 3          | 3      |        |                 | Derniers vols.                                     |
| Thor LV-2D Burner         | États-Unis       | 2          | 2      |        |                 | Premier vol                                        |
| Thor LV-2D MG-18          | États-Unis       | 2          | 2      |        |                 | Seuls vols effectués                               |
| Thor Agena B et D         | États-Unis       | 18         | 16     | 1      | 1               | Dernier vol de la version Agena B                  |
| Titan II GLV              | États-Unis       | 5          | 5      |        |                 | Premier vol                                        |
| Titan III A et C          | États-Unis       | 5          | 3      | 1      | 1               | Premier vol version C, dernier vol version A       |
| Voskhod                   | Union soviétique | 12         | 12     |        |                 |                                                    |
| Vostok 2 et 2M            | Union soviétique | 10         | 9      | 1      |                 |                                                    |
| Proton (UR-500)           | Union soviétique | 2          | 2      |        |                 | Premier vol                                        |

### Par type d'orbite
| Orbite              | Lancements | Succès | Échecs | Orbite atteinte involontairement | Remarques |
| ------------------- | ---------- | ------ | ------ | -------------------------------- | --------- |
| Basse               | 96         | 85     | 9      | 2                                |           |
| Moyenne             | 7          | 6      | 1      |                                  |           |
| Haute               | 13         | 11     | 2      |                                  |           |
| Orbite géosynchrone | 3          | 1      | 2      | 1                                |           |
| héliocentrique      | 5          | 4      | 1      |                                  |           |

### Par site de lancement
| Pays             | Base de lancement | Nombre de lancements | Remarques |
| ---------------- | ----------------- | -------------------- | --------- |
| Union soviétique | Baïkonour         | 44                   |           |
| Union soviétique | Kapoustine Iar    | 10                   |           |
| États-Unis       | Cape Canaveral    | 33                   |           |
| États-Unis       | Vandenberg        | 40                   |           |
| États-Unis       | Wallops Island    | 3                    |           |
| France           | Hammaguir         | 1                    |           |
|                  | Total             | 131                  |           |

## Survols et contacts planétaires
| Date       | Sonde spatiale | Événement                      | Remarque                                                       |
| ---------- | -------------- | ------------------------------ | -------------------------------------------------------------- |
| 20 février | Ranger 8       | Impact à la surface de la Lune | Impact dans la Mer de la Tranquillité. 7137 photos transmises. |
| 24 mars    | Ranger 9       | Impact à la surface de la Lune | Impact dans le cratère Alphonsus. 5814 photos transmises.      |
| 12 mai     | Luna 5         | Atterrisseur lunaire           | Échec de l'atterrissage                                        |
| 11 juin    | Luna 6         | Atterrisseur lunaire           | Échec de l'atterrissage                                        |
| 15 juillet | Mariner 4      | Sonde martienne                | Premier survol réussi de Mars. 21 photos transmises.           |
| 20 juillet | Zond 3         | Survol de la Lune              | 25 photos transmises                                           |
| 20 juillet | Zond 4         | Survol de la Lune              | Défaillance de la liaison radio avant le survol                |
| 7 octobre  | Luna 7         | Atterrisseur lunaire           | Échec de l'atterrissage                                        |
| 6 décembre | Luna 8         | Atterrisseur lunaire           | Échec de l'atterrissage                                        |

## Sorties extra-véhiculaires
- 18 mars : Alexeï Leonov réalise dans le cadre de la mission Voskhod 2 la première sortie extravéhiculaire dans l'espace d'une durée de 12 minutes.
- 3 juin : Edward White réalise au cours de la mission Gemini 4 la première sortie extravéhiculaire d'un astronaute américain d'une durée de 20 minutes.